# Logan Miller (színművész)
Logan Miller (Englewood, Arapahoe megye, Colorado 1992. február 18. –) amerikai színész. 
Legismertebb alakítása Tripp Campbell a 2009 és 2011 között futó Benne vagyok a bandában című sorozatban. Ezen kívül az Excsajok szelleme című filmben is szerepelt.

## Élete és pályafutása
Miller Englewoodban született és Dallas-ban nevelkedett, de élt Új-Mexikóban és Minnesotában is. Jelenleg a kaliforniai Santa Barbarában él. 2009-ben megkapta Tripp Campbell szerepét a Disney XD Benne vagyok a bandában című sorozatában.

## Filmográfia

### Film
| Év   | Magyar cím                                  | Eredeti cím                           | Szerep               | Magyar hang     |
| ---- | ------------------------------------------- | ------------------------------------- | -------------------- | --------------- |
| 2021 | Végtelen útvesztő 2. – Bajnokok csatája     | Escape Room: Tournament of Champions  | Ben Miller           | Baráth István   |
| 2020 |                                             | Shithouse                             | Sam                  |                 |
| 2019 |                                             | We Summon the Darkness                | Kovács               |                 |
| 2019 |                                             | Prey                                  | Toby Burns           |                 |
| 2019 | Végtelen útvesztő                           | Escape Room                           | Ben Miller           | Baráth István   |
| 2018 | Kszi, Simon                                 | Love, Simon                           | Martin Addison       | Timon Barnabás  |
| 2018 |                                             | Being Frank                           | Philip Hansen        |                 |
| 2017 |                                             | The Scent of Rain and Lightning       | Collin Croyle        |                 |
| 2017 | Egy kutya négy élete                        | A Dog's Purpose                       | Todd                 | Timon Barnabás  |
| 2017 | Mielőtt elmegyek                            | Before I Fall                         | Kent McFuller        |                 |
| 2016 |                                             | The Good Neighbor                     | Ethan Fleming        |                 |
| 2015 |                                             | Take Me to the River                  | Ryder                |                 |
| 2015 | A stanfordi börtönkísérlet                  | The Stanford Prison Experiment        | Jerry Sherman        | Timon Barnabás  |
| 2015 | Cserkészkézikönyv zombiapokalipszis esetére | Scouts Guide to the Zombie Apocalypse | Carter Grant         | Baradlay Viktor |
| 2013 | +1                                          | +1                                    | Teddy                | Berkes Bence    |
| 2013 | Sötét húzások                               | Night Moves                           | Dylan                |                 |
| 2013 |                                             | Deep Powder                           | Crash                |                 |
| 2013 | Lopom a sztárom                             | The Bling Ring                        | gyerek a partin      |                 |
| 2012 |                                             | Would You Rather                      | Raleigh              |                 |
| 2009 | Excsajok szelleme                           | Ghosts of Girlfriends Past            | Connor tinédzserként | Timon Barnabás  |
| 2009 | Arthur: Maltazár bosszúja                   | Arthur and the Revenge of Maltazard   | Jake (hang)          |                 |
| 2008 |                                             | The Norton Avenue All-Stars           | Drew Apple           |                 |

### Televízió
| Év        | Magyar cím                      | Eredeti cím                       | Szerep                      | Megjegyzések                          |
| --------- | ------------------------------- | --------------------------------- | --------------------------- | ------------------------------------- |
| 2019      | Veronica Mars                   | Veronica Mars                     | Simon                       | 2 epizód                              |
| 2018      | Felhőtlen Philadelphia          | It's Always Sunny in Philadelphia | Aidan                       | 1 epizód: The Gang Gets New Wheels    |
| 2017–2018 | A galaxis őrzői                 | Guardians of the Galaxy           | Sam Alexander / Nova (hang) | mellékszereplő                        |
| 2016–2017 | The Walking Dead                | The Walking Dead                  | Benjamin                    | 4 epizód                              |
| 2015      | Az eb és a web                  | Dog with a Blog                   | Erik                        | 1 epizód: Találd ki, ki a csaló?      |
| 2014      |                                 | Growing Up Fisher                 | Anthony Hooper              | 4 epizód                              |
| 2013      |                                 | Childrens Hospital                | Chase McKeever              | 1 epizód: The C-Word                  |
| 2012–2017 | A Pókember elképesztő kalandjai | Ultimate Spider-Man               | Sam Alexander / Nova (hang) | főszereplő magyar hangja Berkes Bence |
| 2012      | Grimm                           | Grimm                             | Pierce Higgins              | 1 epizód: Versenyszellem              |
| 2012      |                                 | Awake                             | Cole                        | 3 epizód                              |
| 2011      |                                 | I Hate My Teenage Daughter        | Hunter                      | 1 epizód: Teenage Dating              |
| 2010–2011 | Phineas és Ferb                 | Phineas and Ferb                  | Johnny (hang)               | 2 epizód                              |
| 2009–2011 | Benne vagyok a bandában         | I'm in the Band                   | Tripp Campbell              | főszereplő magyar hangja Előd Álmos   |